# Ініціативна група із захисту прав людини в СРСР
Ініціативна група із захисту прав людини в СРСР — перша в СРСР незалежна громадянська асоціація, що діяла відкрито. 
Створена в травні 1969 року в Москві за ініціативою П. І. Якіра та В. А. Красіна. Крім них до групи увійшли: москвичі Т. М. Веліканова, Н. Е. Горбаневська, С. А. Ковальов, А. П. Лавут, А. Е. Левітін, Ю. А. Мальцев, Г. С. Под'япольський, Т. С. Ходорович та А. А. Якобсон, ленінградець В. Е. Борисов, українці Г. О. Алтунян та Л. І. Плющ, активіст кримськотатарського руху М. Джемілєв. Являла собою авторський колектив, який готує тексти відкритих звернень, адресованих переважно до ООН та містять відомості про політичні переслідування в СРСР. 
Практично всі її учасники зазнавали різного роду репресій, 11 з 15 членів були заарештовані та засуджені, семеро були змушені покинути СРСР.